# BiografiA
biografiA – Lexikon österreichischer Frauen ist ein vierbändiges biografisches Lexikon aus dem Jahr 2016. Es enthält 6.489 Biografien österreichischer Frauen und wurde von Ilse Korotin herausgegeben.

## Inhalt und Aufbau
Geografisch ist die Auswahl auf das Gebiet des heutigen Österreichs begrenzt. Es wurden Frauen aus den Gebieten Politik, Gesellschaft, Wissenschaft, Kultur und Geschichte von der Römerzeit bis zum Geburtsjahr 1938 aufgenommen.
Das Lexikon ist in seinen ersten drei Bänden alphabetisch nach Familienname geordnet, der vierte Band enthält Register. Das Werk kennt zwei verschiedene Arten von biografischen Einträgen: „dokumentierte Biografien“, die auf verschiedenen Quellen basieren, sowie Biografien, die speziell für das Projekt verfasst wurden. Letztere sind zumeist namentlich gekennzeichnet.

## Geschichte
Das vierbändige Werk ist ein Teilergebnis der 1998 gestarteten, ebenfalls biografiA genannten, biografischen Datenbank mit etwa 20.000 Einträgen. Sie geht auf das in den 1970er Jahren gescheiterte und nie publizierte Biographische Lexikon der Österreichischen Frau von Erika Weinzierl und Ruth Aspöck zurück.
Sitz des Projekts ist das Institut für Wissenschaft und Kunst in Wien. Insgesamt wirkten etwa 150 Personen am Werk mit.
Das Werk erschien 2016 im Böhlau-Verlag und ist unter einer Creative-Commons-Lizenz als Open Access verfügbar. Die Präsentation erfolgte 20. Mai 2016 durch Bundespräsident Heinz Fischer in der Präsidentschaftskanzlei in der Wiener Hofburg. Das Werk wurde spärlich, aber positiv rezensiert.
Aktuell ist eine als Datenbank online zugängliche Version des Werks in Arbeit.

## Bände
- Ilse Korotin (Hrsg.): biografiA. Lexikon österreichischer Frauen. Band 1: A–H. Böhlau, Wien 2016, ISBN 978-3-205-79590-2 (PDF).
- Ilse Korotin (Hrsg.): biografiA. Lexikon österreichischer Frauen. Band 2: I–O. Böhlau, Wien 2016, ISBN 978-3-205-79590-2 (PDF).
- Ilse Korotin (Hrsg.): biografiA. Lexikon österreichischer Frauen. Band 3: P–Z. Böhlau, Wien 2016, ISBN 978-3-205-79590-2 (PDF).
- Ilse Korotin (Hrsg.): biografiA. Lexikon österreichischer Frauen. Band 4: Register. Böhlau, Wien 2016, ISBN 978-3-205-79590-2 (PDF).